# Sami Suisi
Sami Suisi (31 de agosto de 1986) es un deportista tunecino que compitió en judo. Ganó dos medallas de bronce en el Campeonato Africano de Judo, en los años 2006 y 2008.

## Palmarés internacional
| Campeonato Africano | Campeonato Africano     | Campeonato Africano | Campeonato Africano |
| Año                 | Lugar                   | Medalla             | Categoría           |
| ------------------- | ----------------------- | ------------------- | ------------------- |
| 2006                | Puerto Louis (Mauricio) | Medalla de bronce   | –100 kg             |
| 2008                | Agadir (Marruecos)      | Medalla de bronce   | –100 kg             |